# Sternbergia candida
Sternbergia candida là một loài thực vật có hoa trong họ Amaryllidaceae. Loài này được B.Mathew & T.Baytop miêu tả khoa học đầu tiên năm 1979.

## Hình ảnh

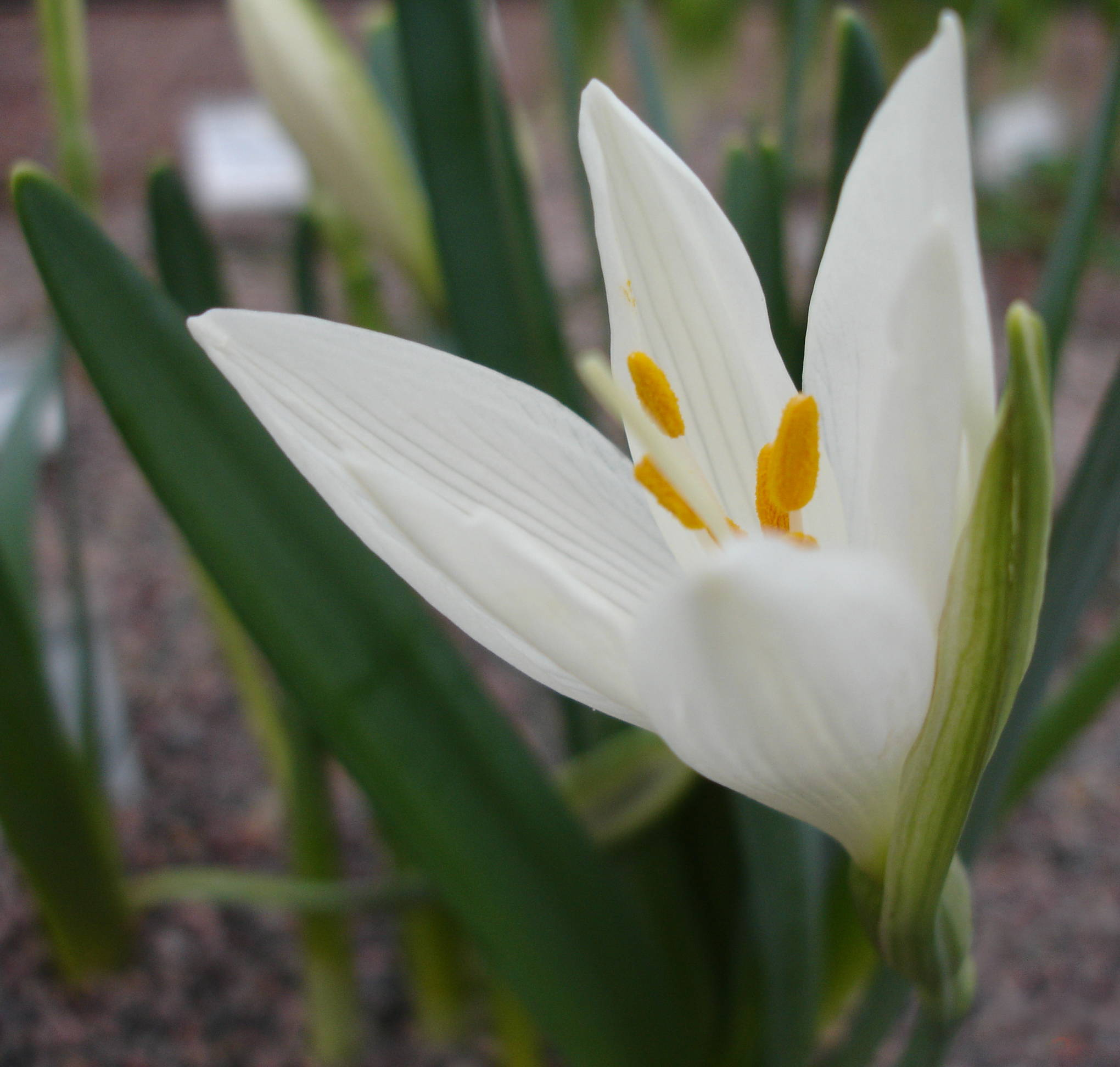
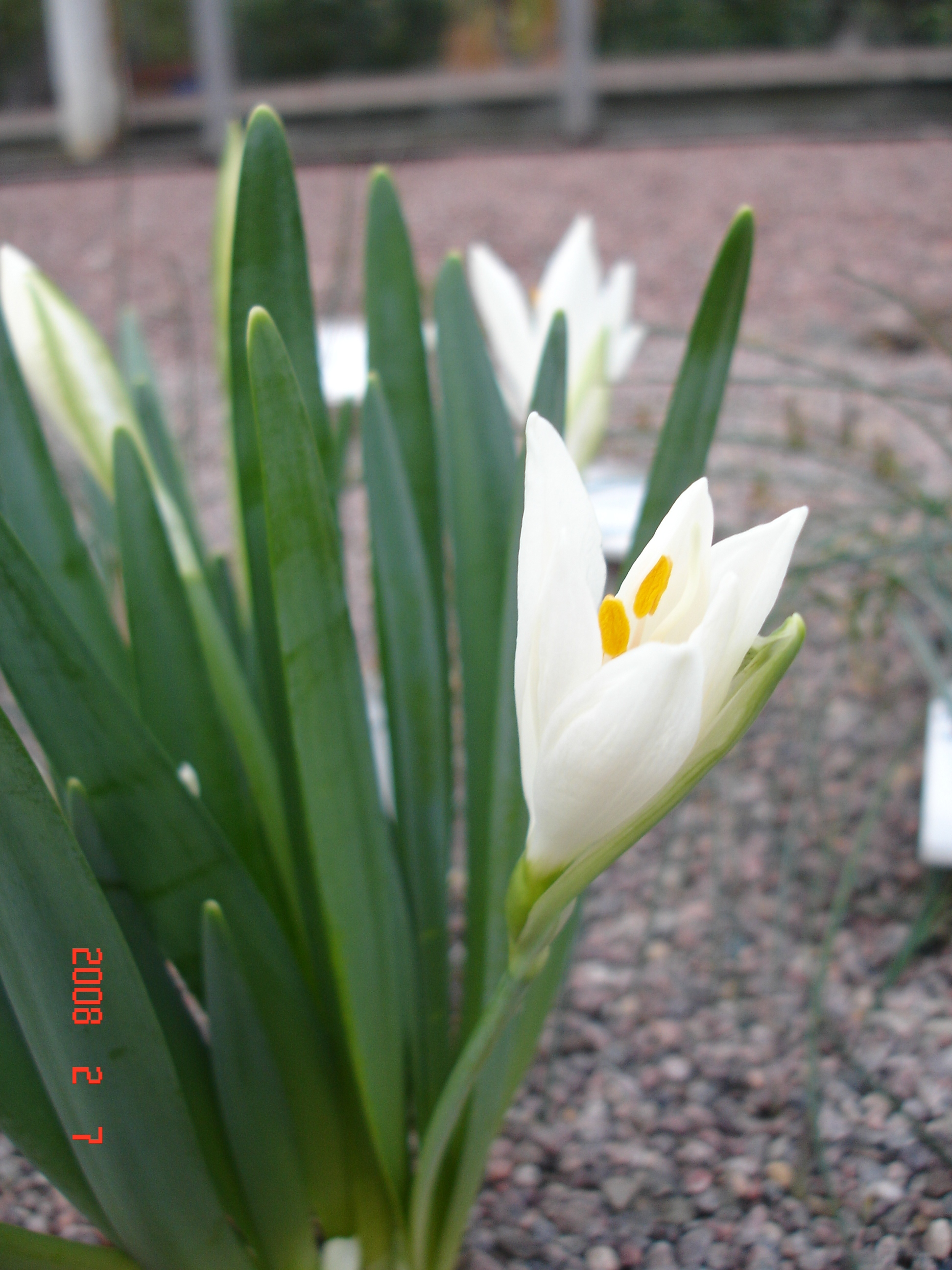